# Puente de Huey P. Long
El puente de Huey P. Long (del inglés: Huey P. Long Bridge) es un puente con estructura de acero que cruza el río Misisipi en el sur de Luisiana. El puente incorpora tráfico ferroviario y de automóviles, haciendo de este puente un tanto peculiar. Inaugurado en diciembre de 1935, fue el primer puente sobre el río Misisipi en el estado de Luisiana.
Actualmente, es una de las tres principales vías de transporte sobre el río en el área de Nueva Orleans. Antes de la construcción del puente, trenes y automóviles eran transportados por transbordadores. Fue el puente de ferrocarril más largo del mundo durante unos 15 años después de su construcción.

## Historia

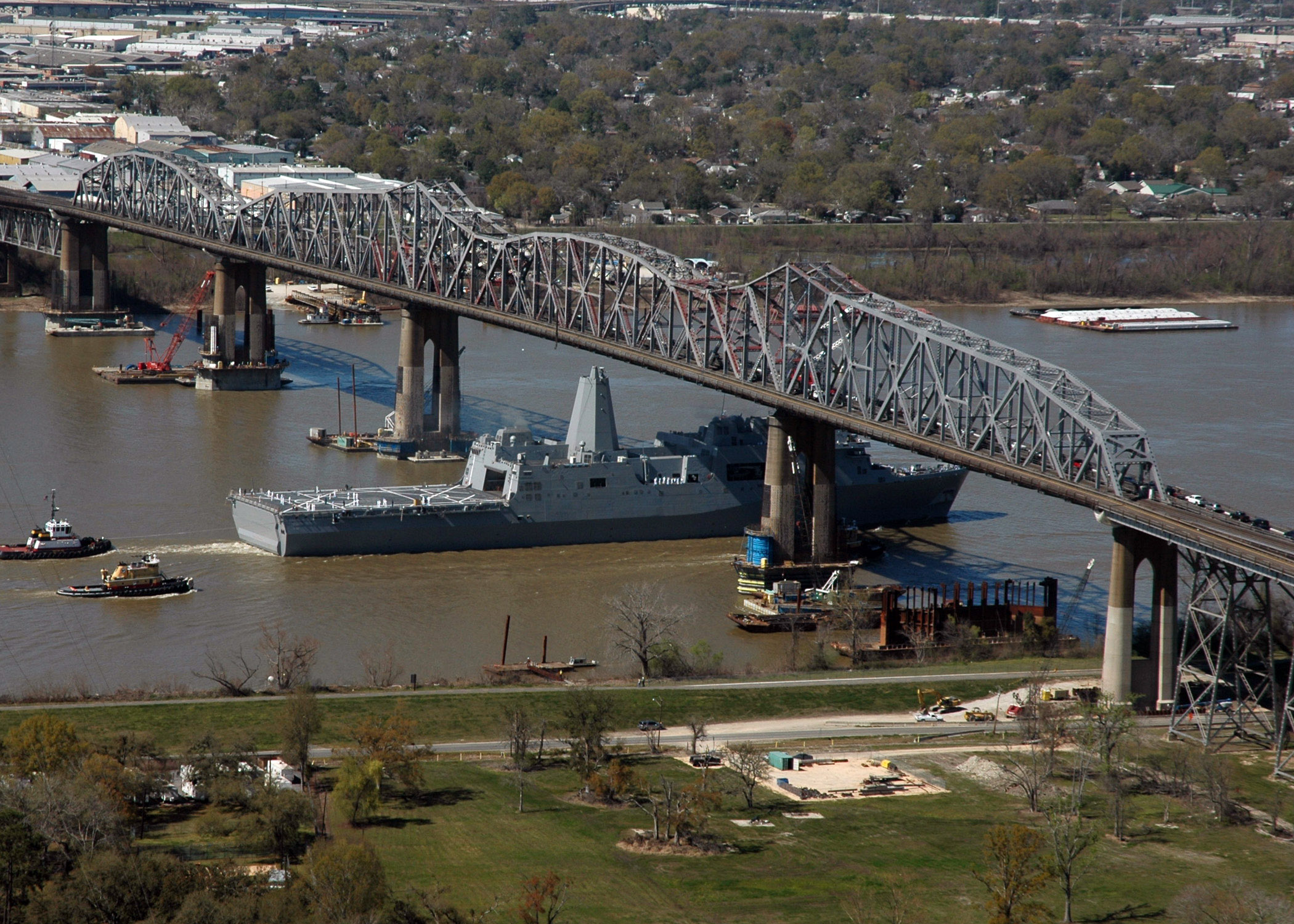
USS New Orleans pasa bajo el puente en marzo de 2007.

En 1929, el gobernador Huey P. Long hijo inició un programa dedicado a mejorar la infraestructura de transporte, incluyendo la construcción del primer puente sobre el río Misisipi en el estado.
Fue  diseñado y construido por el ingeniero polaco Ralph Modjeski. El puente era una obra de ingeniería significativa en su tiempo, teniendo en cuenta la precariedad del lecho del río. Los primeros ingenieros tuvieron problemas para encontrar un lugar adecuado para hundir las torres. A medida que la magnitud del proyecto se hizo evidente y los costos proyectados se dispararon, las dificultades financieras agravadas por la Gran Depresión retrasaron el proyecto. La construcción del puente se llevó a cabo sin tropiezos durante un período de tres años, con sólo pequeñas interrupciones debido a la marea alta y una huelga de un mes en septiembre de 1933. En 2012, fue declarado Monumento Histórico Nacional de Ingeniería Civil por la Sociedad Estadounidense de Ingenieros Civiles.

## Expansión
Un proyecto de expansión por valor de $1200 millones se inició en abril de 2006 y es el primer cambio en la estructura desde que se abrió en 1935. El proyecto amplió la estructura de dos carriles de 2,7 m (9 pies) a tres carriles de 3,3 m (11 pies) e incluyó una orilla exterior de 2,4 m (8 pies) y una exterior de 0,6 m (2 pies), así como nuevas intersecciones marcadas que remplazarán los redondeles de Jefferson Highway y Bridge City Avenue. El proyecto fue terminado en 2013.